# Rade Šerbedžija
Rade Šerbedžija (Bunić kod Korenice, 27. srpnja 1946.) hrvatski je filmski, televizijski i kazališni glumac, pjesnik i glazbenik. Po podrijetlu je hrvatski Srbin.

## Životopis
Rade Šerbedžija rođen je u mjestu Bunić kod Korenice, 27. srpnja 1946. godine. 
Diplomirao 1969. godine na Akademiji za kazalište, film i televiziju u Zagrebu, nakon čega je ubrzo angažiran u zagrebačkome Dramskom kazalištu "Gavella". Nakon toga naizmjenično radi kao slobodni umjetnik, s angažmanom u HNK u Zagrebu, te ponovno u "Gavelli". Nadaren, iznimne glumačke tehnike, glumac i racija i temperamenta, sugestivan, vrsne dikcije, s lakoćom izvodeći i tjelesno najteže scene, pokazao se podjednako uvjerljiv u ulogama klasičnog (npr. Shakespeareovi Hamlet i Richard III.) i modernoga repertoara (npr. Ibsenov Peer Gynt) – u raznim žanrovima, tumačeći likove pozitivnih i negativnih osobina. 
Dobitnik je mnogih priznanja (triput nagrađen na Sterijinom pozorju, Nagrada "Vladimir Nazor", Nagrada "Dubravko Dujšin", Nagrada "Orlando" na Dubrovačkim ljetnim igrama). Na filmu debitira sporednom ulogom u Iluziji (1967.) Krste Papića, dok prvu glavnu ulogu – mladića na životnoj prekretnici – tumači u Gravitaciji ili fantastičnoj mladosti činovnika Borisa Horvata (1968.) Branka Ivande.
Otada sve češće nastupa u glavnim ulogama dobivajući popularnost i ulazeći u krug najpoštovanijih glumaca bivše države Jugoslavije – u filmovima raspona od ratnih drama do suvremene tematike. Tako su početkom 1970-ih godina zapažene njegove uloge komunističkog aktivista dezorijentiranog u privatnom životu u Crvenom klasju (1970.) Živojina Pavlovića i seoskog mladića suočenog s nepravdom u Predstavi Hamleta u selu Mrduša Donja (1973.) Krste Papića. U to vrijeme ističe se i u filmovima koji kritički oslikavaju jugoslavensku suvremenost: kao skladatelj kod kojeg prevladava karijerizam (što potvrđuje njegovu sposobnost karakternog glumca) u filmu Bravo maestro (1978.) Rajka Grlića (Zlatna arena u Puli) i u naslovnoj ulozi u Novinaru (1979.) Fadila Hadžića. Godine 1982. dobio je godišnju nagradu australske televizije Sammy za glavnu ulogu u australskoj televizijskoj ekranizaciji drame Oslobođenje Skoplja Dušana Jovanovića. 
Najuspješnija filmska godina za Šerbedžiju vjerojatno je bila 1986. kada s dvije uloge u filmovima dobiva titulu najuspješnijeg na pulskom festivalu: revolucionara koji se ne snalazi u poratnom vremenu u Večernjim zvonima Lordana Zafranovića (Zlatna arena) i radnika ogorčenog siromaštvom i životnim nedaćama u Snu o ruži Zorana Tadića (Velika povelja u Nišu). Velikog radnog potencijala, s uspjehom glumi i na televiziji, u TV-serijama: U registraturi, Nikola Tesla (u naslovnoj ulozi), Prosjaci i sinovi i Bombaški proces (kao Josip Broz). 
Objavio je 2 zbirke pjesama: Promjenljivi i Crno, crveno. Bio je predavač scenskog govora i glume na Akademiji za kazalište, film i televiziju u Zagrebu te kao izvanredni profesor glume na Akademiji umetnosti u Novom Sadu. Jedan je od prvih potpisnika Deklaracije o zajedničkom jeziku u kojoj se tvrdi da se u Hrvatskoj i Srbiji govore nacionalne standardne varijante zajedničkog policentričnog standardnog jezika.

### Odlazak u inozemstvo
Godine 1991. napušta Hrvatsku i odlazi u Srbiju. U filmu Dezerter Živojina Pavlovića, koji je dovršen sredinom 1992., Šerbedžija je glumio glavnu ulogu. Film je snimljen u Beogradu. U tom filmu pokazuju se i snimci razrušenoga hrvatskoga grada Vukovara. U Vukovar, koji je u to vrijeme bio žarište borbe između hrvatskih snaga i snaga JNA, redatelj Pavlović je, za potrebe završnih scena filma, kako bi zabilježio posljedice djelovanja JNA, poslao samo snimatelja.
Nakon Srbije, koju je napustio 1992. godine jedno vrijeme s obitelji živio je u Sloveniji te onda u Londonu i SAD. 
Unatoč tome što je već glumio u osamdesetak filmova distribuiranih uglavnom na području bivše Jugoslavije, proboj u svjetske filmske vode ostvario je filmom Hanin rat te filmom Prije kiše Milče Mančevskoga. 1996. godine Šerbedžija je glumio oca izbjeglice u filmu Belma te u novozelandskome filmu Ne znam engleski (Broken English). Potom su uslijedile uloge u vodećim hollywoodskim ostvarenjima Svemirski kauboji, Nemoguća misija, Zdrpi i briši i drugi.
Šerbedžija je poznat i po čitanju poezije te kazališnim predstavama. Pokrenuo je i novo kazalište Ullysses u Puli, koji je premijeru doživio s predstavom Kralj Lear na Brijunima pod redateljskom palicom njegove supruge Lenke.
Radi s mnogim velikim imenima, a s nekima od njih kao što je Vanessa Redgrave, Phillip Noyce ili Tom Cruise obiteljski je prijatelj. Radio je i sa slavnim Stanleyjem Kubrickom te Clintom Eastwoodom, no Šerbedžija je ostao dosljedan sebi izjavama: "dobri su režiseri jednako dobri svugdje na svijetu, a glumci se prepoznaju već pri prvom pogledu", sjećajući se glumaca s naših prostora kao što su Inge Apelt ili Miodrag Krivokapić. Uz obitelj Šovagović, Šerbedžija sa svojom djecom iz prvog braka, Danilom koji je studirao film u Americi i sada je redatelj i Lucijom, glumicom, dobitnicom Zlatne arene za ulogu u filmu "Polagana predaja", na dobrom putu ostvariti još jednu jaku "filmašku obitelj".

### Povratak u Hrvatsku, profesor glume u Rijeci
Od 2010. godine živi u Rijeci. U Rijeci je osmislio i pokrenuo novi poslijediplomski studij glume (»Gluma, mediji, kultura«) što ga osnovao Senat Sveučilišta u Rijeci kao dvogodišnji program namijenjen stručnom usavršavanju u polju glume, medija i kulture a od jeseni 2011. godine na njemu i predaje.

## Osobni život
Rade Šerbedžija suprug je redateljice Lenke Udovički, s kojom ima kćeri Ninu, Milicu Almu i Vanju. Iz prvoga braka s koreografkinjom i plesnom pedagoginjom Ivankom Cerovac ima kćer Luciju i sina Danila.

## Filmografija

### 1960. – 1970.
- Novinar kao Vlado Kovač (1979.)
- Živi bili pa vidjeli kao tip u kafiću (1979.)
- Usijanje (1979.)
- Povratak kao žandarski narednik (1979.)
- Bombaški proces
- Bravo maestro kao Vitomir Bezjak (1978.)
- Hajka (1977.)
- Nikola Tesla (1977.)
- U registraturi kao Ivica Kičmanović (1974.)
- Pesma (1975.)
- Nocturno (1974.)
- Obješenjak (1974.)
- Užička republika (1974.)
- Predstava Hamleta u Mrduši Donjoj kao Joco/Hamlet (1973.)
- Begunec (1973.)
- Živjeti od ljubavi kao Davor (1973.)
- Obraz uz obraz (1972.)
- Poslijepodne jednog fazana kao bijesni mladić (1972.)
- Zvezde su oči ratnika (1972.)
- Prosjaci i sinovi (1971.)
- Putovanje na mjesto nesreće kao Vlatko (1971.)
- U gori raste zelen bor kao domobranski časnik kicoš (1971.)
- Crveno klasje (1971.)
- Sam čovjek kao Valentin (1970.)
- Kainov znak kao Milan (1970.)
- Idu dani (1970.)
- Papagaj (1970.)
- Sedmina – Pozdravi Mariju (1969.)
- Bog je s nama (1969.)
- Gravitacija ili fantastična mladost činovnika Borisa Horvata kao Boris Horvat (1968.)
- Osveta (1968.)
- Crne ptice (1967.)
- Iluzija kao mladić koji ubija Branka (1967.)
- Prikupljanje hrabrosti kao Skalper (1966.)
- Sedam sati i petnaest minuta kao Tomica (1966.)

### 1980. – 1990.
- Gospođica (1980.)
- Duvanski put (1980.)
- Variola vera (1981.)
- Tuga (1981.)
- Nepokoreni grad (1981.)
- Banović Strahinja kao Abdulah (1981.)
- Život i priča (1982.)
- Tamburaši kao Stipe Babur (1982.)
- Kiklop kao Ugo (1982.), također i u istoimenoj seriji iz 1983.
- 13 jul (1982.)
- Noć poslije smrti (1983.)
- Zadah tela (1983.)
- Pejzaž u magli (1984.)
- Una (1984.)
- U raljama života kao intelektualac, film, ponekad citiran i kao "Štefica Cvek u raljama života" (1984.)
- Štefica Cvek u raljama života kao intelektualac, tv serija (1984.)
- Horvatov izbor (1985.)
- Život je lep (1985.)
- Večernja zvona kao Tomislav K. Burbonski (1986.)
- San o ruži (1986.)
- Putovanje u Vučjak kao Krešimir Horvat (1986. – 1987.)
- Dani za pamćenje (1987.)
- Osuđeni kao Rade (1987.)
- Hudodelci (1987.)
- Manifesto (1988.)
- Hannin rat (1988.)
- Zagrljaj kao pisac (1988.)
- Večernja zvona (1988.)
- Čovjek koji je volio sprovode (1989.)

### 1990. – 2000.
- Stigmata (1999.)
- Slatki žumor života (1999.)
- Oči širom zatvorene (1999.)
- Široko more (1998.)
- Moćni Joe Young (1998.)
- Praški duet (1998.)
- Poljska svadba (1998.)
- Zatišje (1997.)
- Svetac (1997.)
- Balkanski poluotok: Posljednja priča (1997.)
- Nečista krv (1996.)
- Ne znam engleski (1996.)
- Memento (1996.)
- Belma (1995.)
- Dva umiranja (1995.)
- Magareće godine (1994.)
- Prije kiše (1994.)
- Urnebesna tragedija (1994.)
- Kontesa Dora (1993.)
- Dezerter (1992.)
- Karneval, anđeo i prah kao pisac (1990.)

### 2000. – 2010.
- Grad od igara, igre od Grada kao Rade Šerbedžija (arhivske snimke) (2019.)
- Ježeva kuća kao pripovjedač (glas) (2017.)
- Anka kao bilježnik (2017.)
- Sindrom Halla kao pljačkaš banke (u rekonstrukciji izgubljenog filma Uzmi novac i bježi s grupom Haustor) (2017.)
- Ustanička ulica (2012.)
- Harry Potter i Darovi smrti kao Gregorevitch (2011.)
- 72 dana kao Mane Paripović (2010.)
- Kao rani mraz (2010.)
- CSI: Miami (2009.)
- Lopovi (2009.)
- Moj najgori neprijatelj (2008.)
- Karantena (2008.)
- Oko (2008.)
- Ljubavni život (2007.)
- Bitka u Seattlu (2007.)
- Bijeg od sjećanja (2007.)
- Fallen (2007.)
- Pravo čudo (2007.)
- K... kao ljubav (2007.)
- Ljubav na ruskom (2007.)
- 24 (2007.)
- Shooter (2007.)
- Tesla (2007.)
- Balkanski sindrom (2007.)
- Hermano (2007.)
- Izgubljeni sin (2006.)
- Ispod Moskve (2006.)
- Bela ptica (2006.)
- Na površini (2005.)
- Magla (2005.)
- U bijeli svijet (2005.)
- Batman: Početak (2005.)
- Noć u restoranu (2005.)
- Priča o Omaru Khayyamu (2005.)
- Groznica
- Ludilo u Europi (2004.)
- Veliko more (2004.)
- Rade Šerbedžija uživo iz Budve (2004.)
- MI-5 (2003.)
- Živi pijesak (2003.)
- Najokrutniji dan (2002.)
- Mirni Amerikanac (2002.)
- Na Tihom oceanu (2001.)
- Je li jasno prijatelju? (2000.)
- Zdrpi i briši (2000.)
- Svemirski kauboji (2000.)
- Nemoguća misija 2 (2000.)

### 2020.
- Ribanje i ribarsko prigovaranje kao Petar Hektorović (2020.)
- Dnevnik velikog Perice kao Eddy Fuller (2021. – 2024.)

## Nagrade
- Nagrade Sterijinog pozorja (3 puta)
- Nagrada "Vladimir Nazor"
- Nagrada "Dubravko Dujšin"
- Nagrada "Orlando" na Dubrovačkim ljetnim igrama
- 2007. Nagrada Marko Aurelije kao najbolji glumac na 2. međunarodnom filmskom festivalu u Rimu
- 2019. Nagrada Vladimir Nazor za životno djelo
- 2020. Zlatna arena za najbolju glavnu mušku ulogu na Festival igranog filma u Puli za ulogu u filmu Ribanje i ribarsko prigovaranje

## Vanjske poveznice
- Rade Šerbedžija u internetskoj bazi filmova IMDb-u (engl.)
- Enovine.net  Arhivirana inačica izvorne stranice od 10. svibnja 2008. (Wayback Machine)
- Filmografija na Video Website Database  Arhivirana inačica izvorne stranice od 6. ožujka 2021. (Wayback Machine)